# Józef Pastuszka
Józef Pastuszka (ur. 28 lutego 1897 w Rzeczniówku, powiat Iłża, zm. 13 stycznia 1989 w Sandomierzu) – polski duchowny rzymskokatolicki, psycholog, profesor Katolickiego Uniwersytetu Lubelskiego, w latach 1938–1947 dziekan Wydziału Filozofii KUL.

## Życiorys
W  1919 przyjął w Sandomierzu święcenia kapłańskie. Od 1921 wykładał w filozofię w Seminarium Duchownym w Sandomierzu, gdzie był także prefektem. Ukończył studia w Katolickiej Akademii Duchownej w Petersburgu oraz na Wydziale Teologicznym (doktorat z teologii w 1920) i Wydziale Filozoficznym  Uniwersytetu w
 Innsbrucku (doktorat z filozofii w 1925). W 1930 uzyskał habilitację z filozofii na Uniwersytecie Jagiellońskim. Został docentem na Wydziale Teologii Katolickiej Uniwersytetu Warszawskiego, skąd w 1934 przeszedł na KUL, by objąć stanowisko profesora nadzwyczajnego psychologii na Wydziale Nauk Humanistycznych. W latach 1938–1947 był dziekanem Wydziału Filozofii KUL.
Pod koniec lat 30. opublikował prace, w których poddał krytyce bolszewizm i nazistowski rasizm. Z tego powodu musiał się ukrywać w czasie wojny przed gestapo, zaś z bibliotek Niemcy usuwali jego książki.
W 1985 został laureatem Nagrody im. Księdza Idziego Radziszewskiego za rok 1984 przyznawaną przez Towarzystwo Naukowe KUL.
W okresie międzywojennym Pastuszka uznawał pewne aspekty rasizmu, ale krytykował go za niedostateczne rozgraniczenie sfery materialnej od duchowej. Uważał, że czynnikiem twórczym kultury jest duch, a nie rasa i krew.

## Ordery i odznaczenia
- Złoty Krzyż Zasługi – 10 listopada 1938 „za zasługi na polu pracy społecznej”[11]

## Wybrane publikacje
- Psychologia ogólna (1961)
- Charakter człowieka. Struktura, typologia, diagnostyka psychologiczna, Lublin 1962
- Wybrane zagadnienia z psychologii, Lublin 1967
- Historia psychologii (1971)
- Wierzę w Boga (1984)[2]